# Macroglossum alcedo
Macroglossum alcedo là một loài bướm đêm thuộc họ Sphingidae, chi Macroglossum.